# Shigeru Inoda
| Odkryte planetoidy: 17 | Odkryte planetoidy: 17 |
| ---------------------- | ---------------------- |
| (3394) Banno           | 16 lutego 1986         |
| (3902) Yoritomo        | 14 stycznia 1986       |
| (3950) Yoshida         | 8 lutego 1986          |
| (5242) Kenreimonin     | 18 stycznia 1991       |
| (5851) Inagawa         | 23 lutego 1991         |
| (6197) Taracho         | 10 stycznia 1992       |
| (6211) Tsubame         | 19 lutego 1991         |
| (6233) Kimura          | 8 lutego 1986          |
| (6270) Kabukuri        | 18 stycznia 1991       |
| (6324) Kejonuma        | 23 lutego 1991         |
| (6725) Engyoji         | 21 lutego 1991         |
| (6786) Doudantsutsuji  | 21 lutego 1991         |
| (7764) 1991 AB         | 7 stycznia 1991        |
| (7874) 1991 BE         | 18 stycznia 1991       |
| (9178) Momoyo          | 23 lutego 1991         |
| (15738) 1991 DP        | 21 lutego 1991         |
| (43795) 1991 AK1       | 15 stycznia 1991       |
| 1.                     |                        |

Shigeru Inoda (jap. 伊野田繁 Inoda Shigeru; ur. 1955, zm. 2008) – japoński astronom amator, z zawodu chirurg okulistyczny, starszy wykładowca na wydziale okulistycznym Jichi Medical School.
Odkrył 17 planetoid (jedną samodzielnie oraz 16 z Takeshim Uratą).
Na jego cześć jedną z asteroid nazwano (5484) Inoda.